# Vestido de casamento de Meghan Markle
O vestido de casamento de Meghan Markle é uma criação da estilista britânica Clare Waight Keller, diretora artística da grife Givenchy. Markle usou o vestido para seu casamento com o Príncipe Henrique de Gales em 19 de maio de 2018. Ela só usou o vestido durante a cerimônia de casamento, substituindo-o por um vestido de gala branco da estilista Stella McCartney para a recepção do casamento. Notavelmente, o seu véu continha flores de diferentes espécies nativas e de países da Commonwealth representando-os.

## Especulações pré-casamento
Mesmo antes do noivado, especulações ocorreram sobre o vestido de noiva. Em dezembro de 2017, o designer israelense Inbal Dror foi convidado a apresentar desenhos para um vestido de noiva. Antes do casamento, foi especulado que Erdem ou Ralph & Russo eram candidatos para projetar o vestido. Em janeiro de 2018, o estilista britânico Stewart Parvin era o favorito das casas de apostas para projetar seu vestido de noiva. Markle havia comentado sobre estilos de vestidos de noiva em 2016, já que seu personagem estava se casando em Suits, dizendo que ela preferia estilos simples. Também foi relatado que a própria Markle pagaria pelo vestido de noiva.

## Designer
Markle escolheu o designer Waight Keller porque "queria destacar o sucesso de um dos principais talentos britânicos que agora atuou como chefe criativo de três grifes globalmente influentes: Pringle of Scotland, Chloé e agora Givenchy".
Ela escolheu Keller para criar o seu vestido de noiva devido à "estética elegante" e ao "comportamento descontraído" do estilista.
Waight Keller é diretor de criação da Givenchy desde 2017. O vestido foi feito em Paris por "uma pequena equipe de ateliers".
Markle e Waight Keller trabalharam juntos para projetar o vestido, que mostra uma "elegância mínima atemporal", de acordo com um anúncio do Palácio de Kensington.

## Detalhes do vestido
O desenho do vestido branco simples e o nome de seu criador só foram revelados quando a noiva saiu do carro e entrou na Capela de São Jorge, no Castelo de Windsor, para o culto do casamento. O vestido foi feito de seda com mangas de três quartos de comprimento, um decote canoa aberto e uma calda com saia de baixo em organza de seda tripla embutida. Waight Keller ajudou a desenvolver uma cady de seda dupla para a construção do vestido, que continha apenas seis costuras. O vestido era sem renda ou qualquer outro enfeite.

### Véu
O vestido é aumentado por um longo véu de 5 metros, bordado a mão com uma variedade de flores na bainha e simbólicas lavouras de trigo. Markle escolheu duas flores favoritas: a "doce de inverno" (Chimonanthus praecox), que cresce fora de Nottingham Cottage, e a papoula californiana (Eschscholzia californica), de onde ela nasceu, junto com flores individuais representando os 53 países da Commonwealth, refletindo o futuro papel do casal como embaixadores da Commonwealth.

### Jóias
O véu era mantido no lugar pela tiara de bandeau de diamantes da rainha consorte Maria de Teck, emprestada à Sra. Markle pela Rainha Isabel II. O bandeau de diamantes é o inglês e foi feito em 1932, com o broche central datado de 1893. O bandeau, que é feito de diamantes e platina, é formado como uma banda flexível de onze seções, perfurada com ovais entrelaçados e pavé com grandes e pequenos diamantes brilhantes. O centro é definido com um broche destacável de dez diamantes brilhantes. O bandeau de diamantes foi feito para a rainha consorte Maria de Teck e projetado especificamente para acomodar o broche central. Este broche foi dado como um presente para a então princesa Maria em 1893 pelo condado de Lincoln em seu casamento com o então príncipe Jorge, Duque de Iorque. O bandeau e o broche foram legados por Maria à rainha em 1953.

### Sapatos
Os sapatos de casamento são baseados em um design de costura Givenchy refinado feito de um cetim de seda.

### Buquê da noiva
O príncipe Harry de Gales escolheu várias flores no dia anterior à cerimônia de seu jardim privado no Palácio de Kensington para adicionar ao buquê de noiva feito sob medida projetado pela florista Philippa Craddock. As flores da primavera incluem "Forget-Me-Nots", que eram as flores favoritas da princesa Diana, Princesa de Gales, a mãe de Harry. O casal especificamente as escolheu para serem incluídos no buquê da Sra. Markle para homenagear a memória da princesa Diana neste dia especial. O buquê da noiva é um design delicado, reunido em um estilo suave, etéreo e relaxado com flores delicadas, incluindo ervilhas-de-cheiro, lírio do vale, astilbe, jasmim e astrantia, e raminhos de murta, todos encadernados em fita de seda crua com uma tintura natural.

### Cabelo e maquiagem
O cabelo de Markle foi estilizado por Serge Normant, com maquiagem do amigo de longa data e maquiador Daniel Martin.

### Pormenor secreto
No vestido de casamento de Meghan Markle existia um pormenor secreto: uma lembrança do início da relação com o príncipe Harry de Gales foi cosida no interior do vestido. Um bocado de tecido do vestido que usou no primeiro encontro.

## Vestido da recepção
Para ir para a recepção do casamento, a agora Meghan, Duquesa de Sussex escolheu um vestido de gala branco criado pela estilista Stella McCartney.

## Recepção da mídia e do público
A estilista Elizabeth Emanuel, co-desenhista do vestido de casamento de Diana, Princesa de Gales, afirmou que o vestido dá uma "declaração de moda realmente sólida" e que Waight Keller "deveria ficar feliz porque Meghan parecia absolutamente deslumbrante e bonita".
A mídia australiana notou semelhanças entre o vestido de noiva de Markle e aquele usado por Mary Elizabeth Donaldson em seu casamento com o príncipe Frederico, Príncipe Herdeiro da Dinamarca. Também foi comparado a um vestido de Givenchy usado por Audrey Hepburn no filme "Cinderela em Paris".
O vestido de casamento de Markle recebeu críticas mistas, alguns dizendo que era "bonito" e "deslumbrante", enquanto muitos fãs da família real britânica levaram para as mídias sociais expressar sua insatisfação com a aparência "chata" e "mal ajustada" do vestido de Markle. Muitos fãs se sentiram desapontados com a simplicidade de seu vestido.
A cantora estadunidense Katy Perry comparou o vestido ao que a Duquesa de Cambridge usou, com Perry afirmando que o vestido de Markle estava aquém das expectativas.